# AA Возничего
AA Возничего (лат. AA Aurigae), HD 47523 — одиночная переменная звезда в созвездии Возничего на расстоянии (вычисленном из значения параллакса) приблизительно 6062 световых лет (около 1859 парсеков) от Солнца. Видимая звёздная величина звезды — от +16m до +8,8m.

## Характеристики
AA Возничего — красная пульсирующая переменная звезда, мирида (M) спектрального класса M3e. Эффективная температура — около 3287 К.